# École-Valentin
École-Valentin är en kommun i departementet Doubs i regionen Bourgogne-Franche-Comté i östra Frankrike. Kommunen ligger i kantonen Audeux som tillhör arrondissementet Besançon. År 2022 hade École-Valentin 2 620 invånare.

## Befolkningsutveckling
Antalet invånare i kommunen École-Valentin
Referens:INSEE